# برگلن
برگلن (به آلمانی: Berglen) یک شهر در آلمان است که در رمس-مور واقع شده‌است. برگلن ۶٬۱۳۰ نفر جمعیت دارد.

## خواهرخوانده
شهرهای Krögis و کبشوتستال خواهرخوانده‌های برگلن هستند.